# 晨曦宫
晨曦宫（葡萄牙語：Palácio da Alvorada，發音：[paˈlasju da awvoˈɾadɐ]）是巴西的總統官邸，位於首都巴西利亞聯邦區，坐落於帕拉諾阿湖邊緣的半島上。該建築由奧斯卡·尼邁耶設計，1958年竣工，以現代主義風格建造。
自儒塞利諾·庫比契克以來，晨曦宫一直是每位巴西總統的住所。該建築被列為國家歷史遺產。目前晨曦宫除了被用作住宅和正式招待所外，也與普拉納托宮齊名作為總統的工作場所和行政部門的中心。

## 歷史

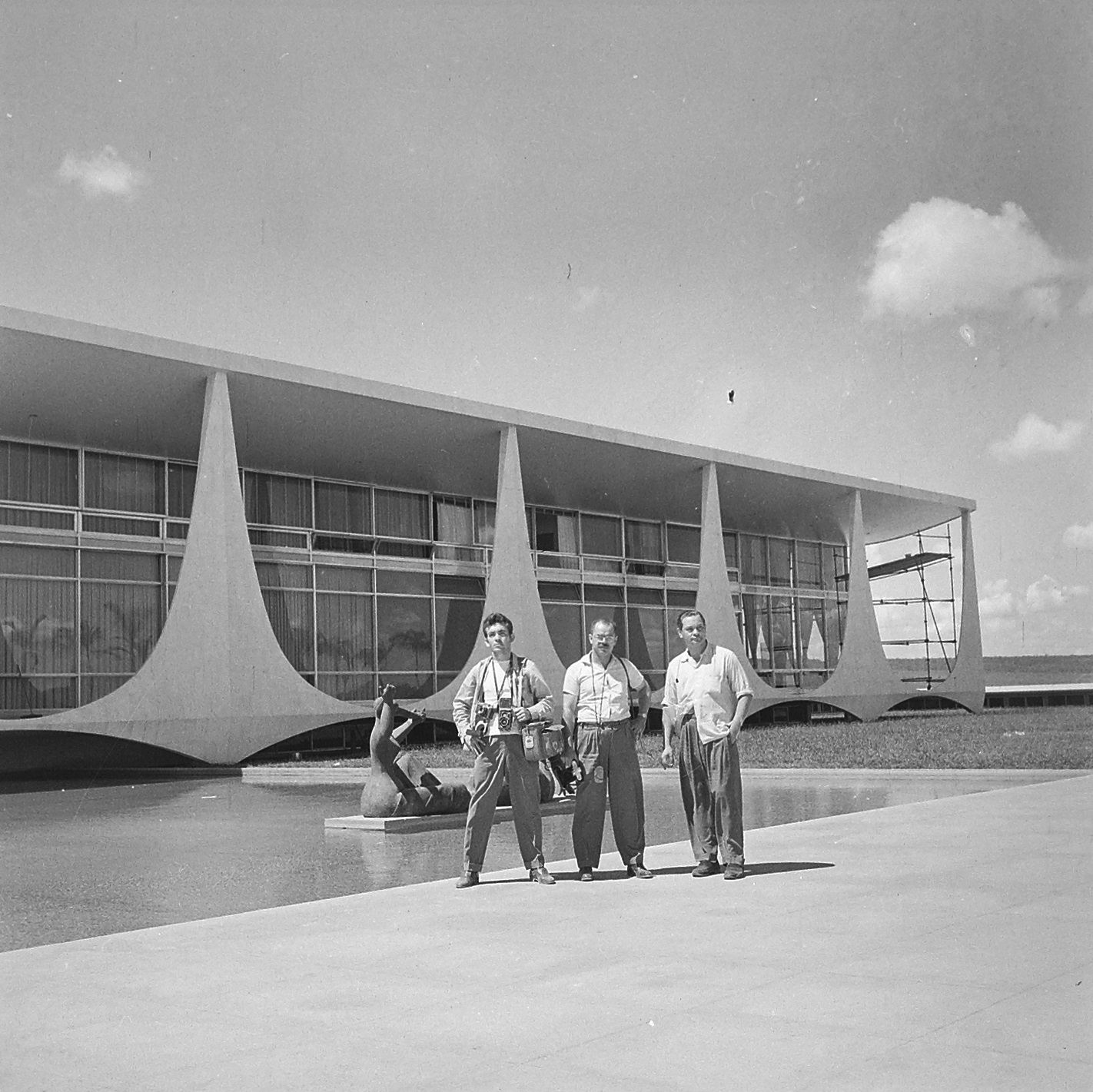
1957年至1958年間在建的晨曦宫

晨曦宫是新首都巴西利亞所建造的第一座政府建築。其建設工程始於1957年4月3日，整體工事於1958年6月30日完成。落成後，晨曦宮被公認為巴西與歐洲現代建築運動接軌的建築之一，是1950年代巴西文化進步的象徵。
2004年，時任第一夫人瑪麗莎·萊蒂西亞指導了該宮殿史上最廣泛和悠久的修復工程。修復項目共花費1800萬美元的成本，歷經兩年完成。並將房間和裝飾恢復到原來的現代主義風格。此外，原有的傢俱和裝飾物品也得到了修復。地板、天花板、電氣和中央空調系統也被替換。國家歷史和藝術遺產研究所負責擔任修復工程的指導，並由私人公司捐贈作為預算資金。
在2023年1月，根據巴西當地的報道稱：雅伊爾·波索納洛在他擔任巴西第38任總統期間居住在晨曦宫時，「毀損」了該宮殿，除了地毯和沙發破損，天花板漏水之外，包括窗戶和地板等設備也出現破損的跡象。據報道，埃米利亞諾·迪·卡瓦爾坎蒂的一幅挂毯從圖書館移動掛在陽光下，因受到日照破壞而需要進行修復。一些放置於館內的藝術品也已經完全消失。辦公桌上僅留下了一支圓珠筆，是作為波索納洛用作其執政的象徵。

## 建築設計
晨曦宫是新首都規劃的代表性建築，該建築占地7000平方公尺（75000平方英尺），是一座覆蓋著大理石及玻璃幕牆構成的現代主義建築，其結構由其外部的壁柱條組成。共有三層結構：地下室，中層以及二樓。宮殿內附近的建築設有小圣堂和直升飞机场。地下室則設有電影院，游戲室、廚房、洗衣房、醫療中心和建築管理中心。

### 一樓

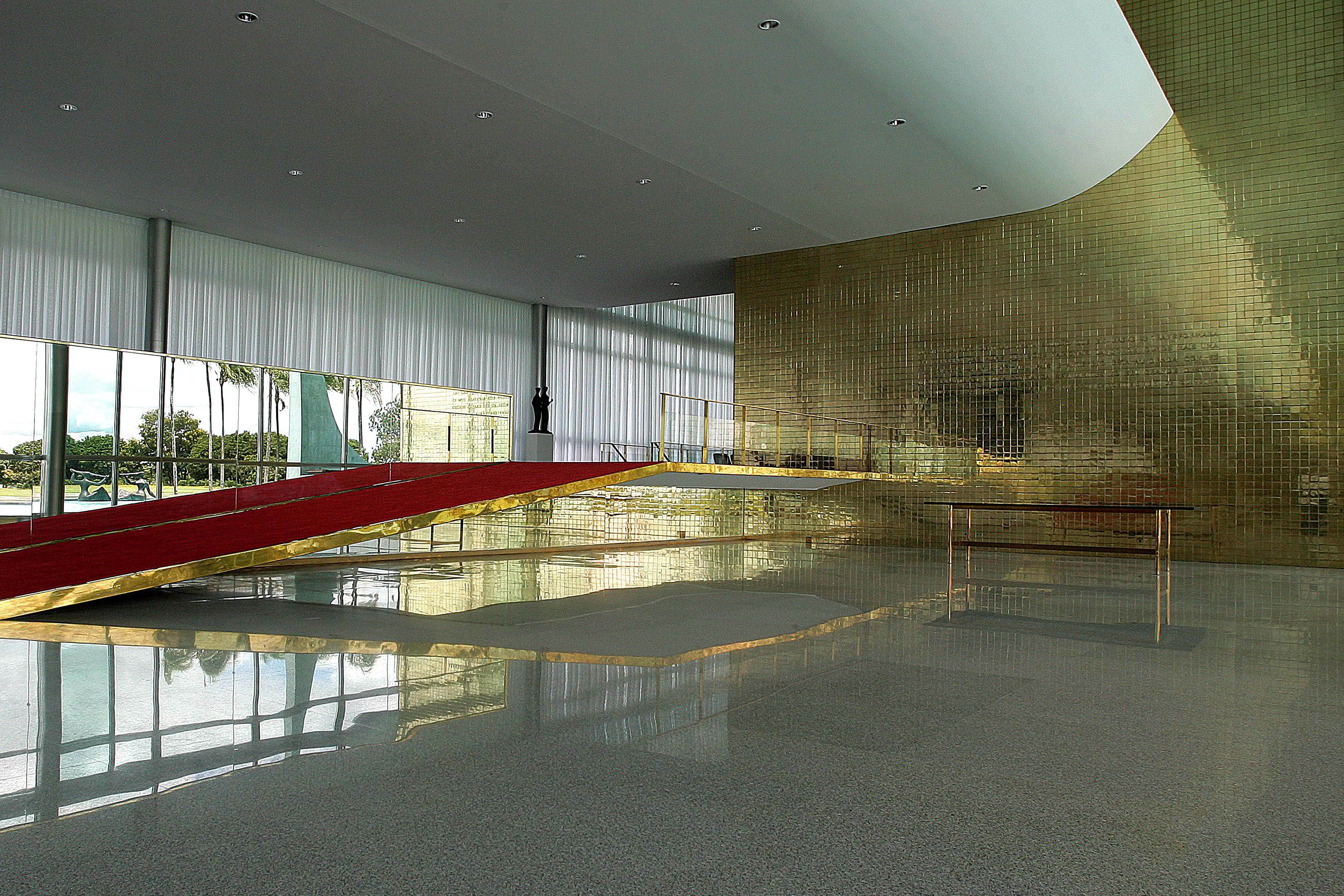
入口大廳和金箔壁畫
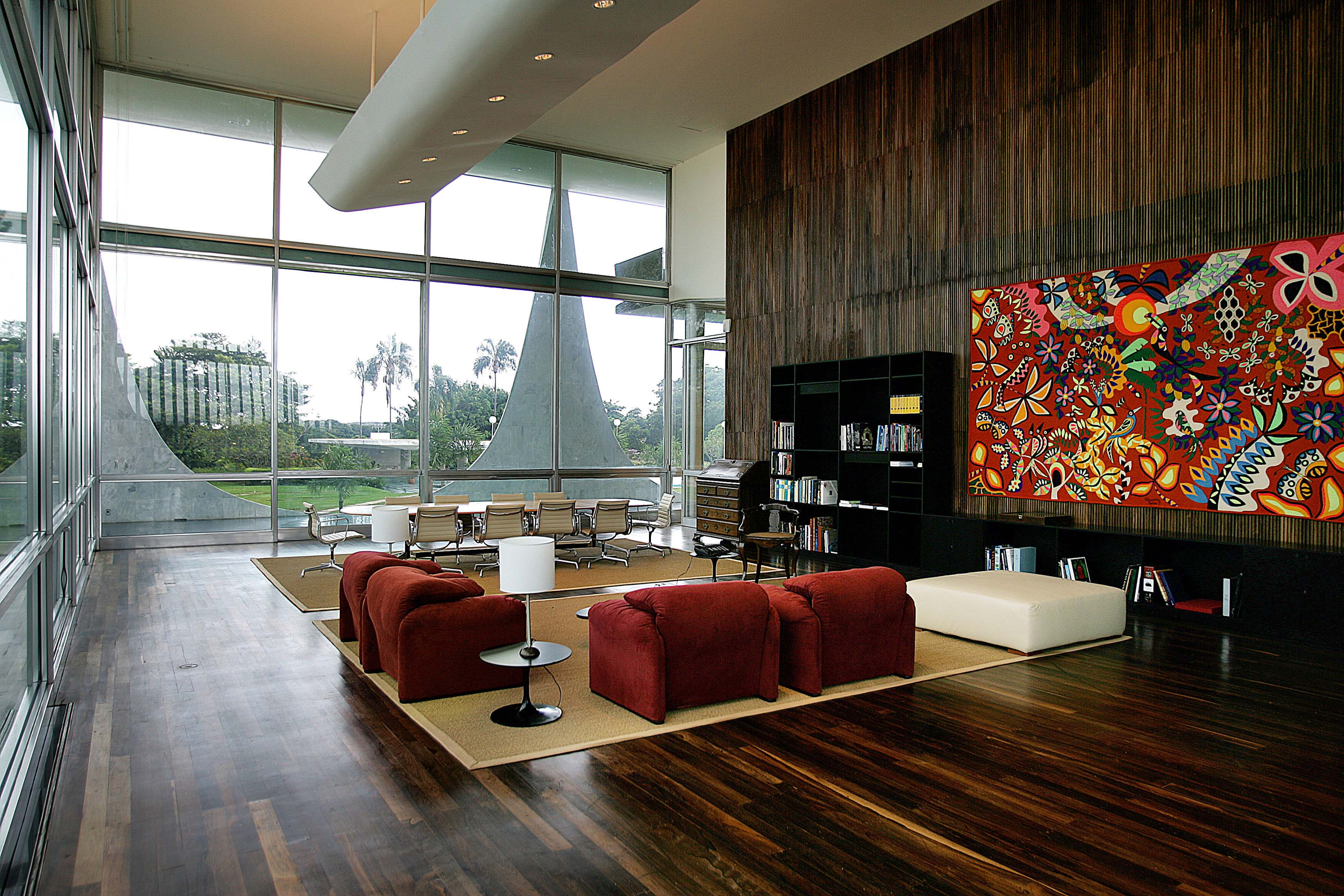
接待區
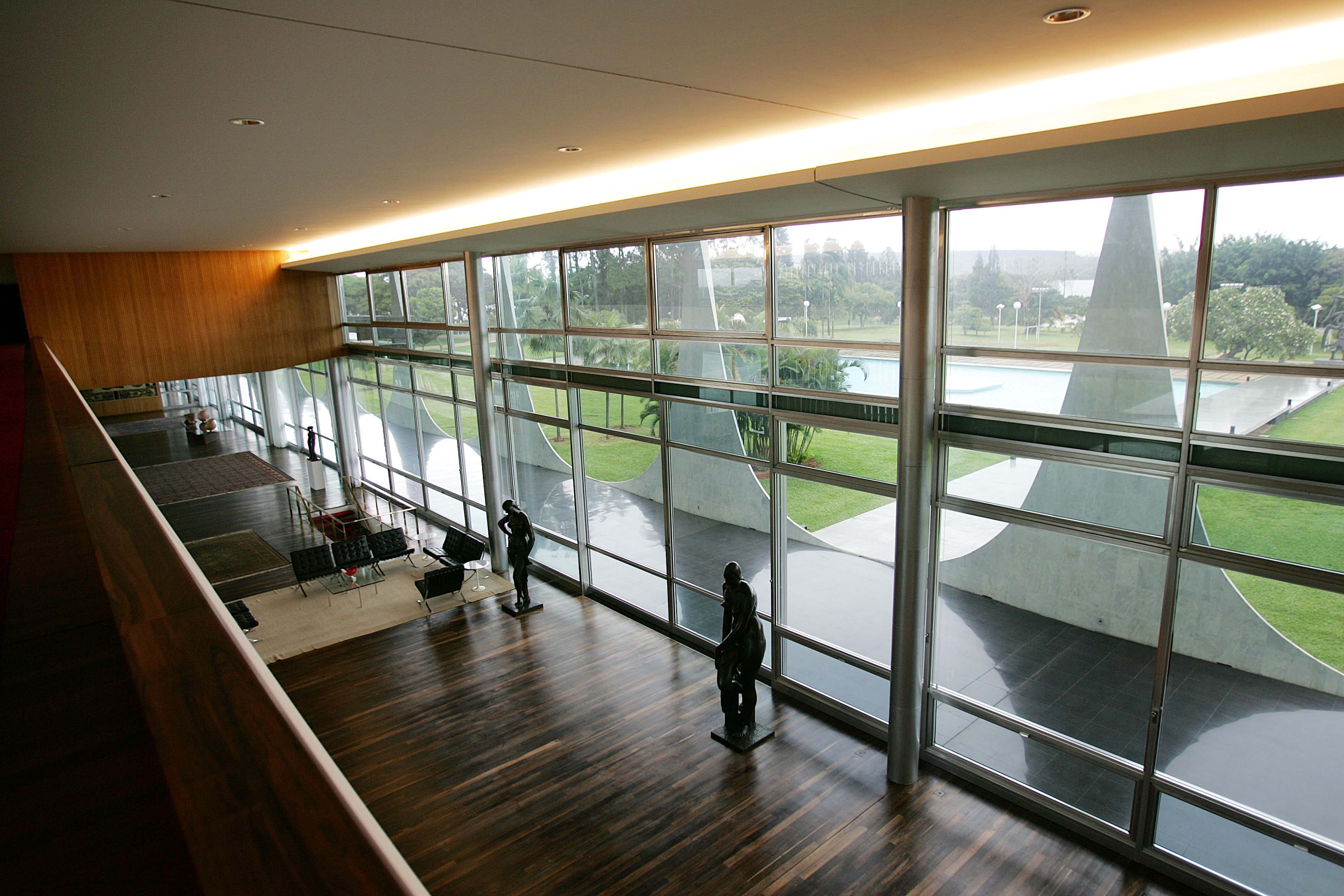
从阁楼看到的音乐厅
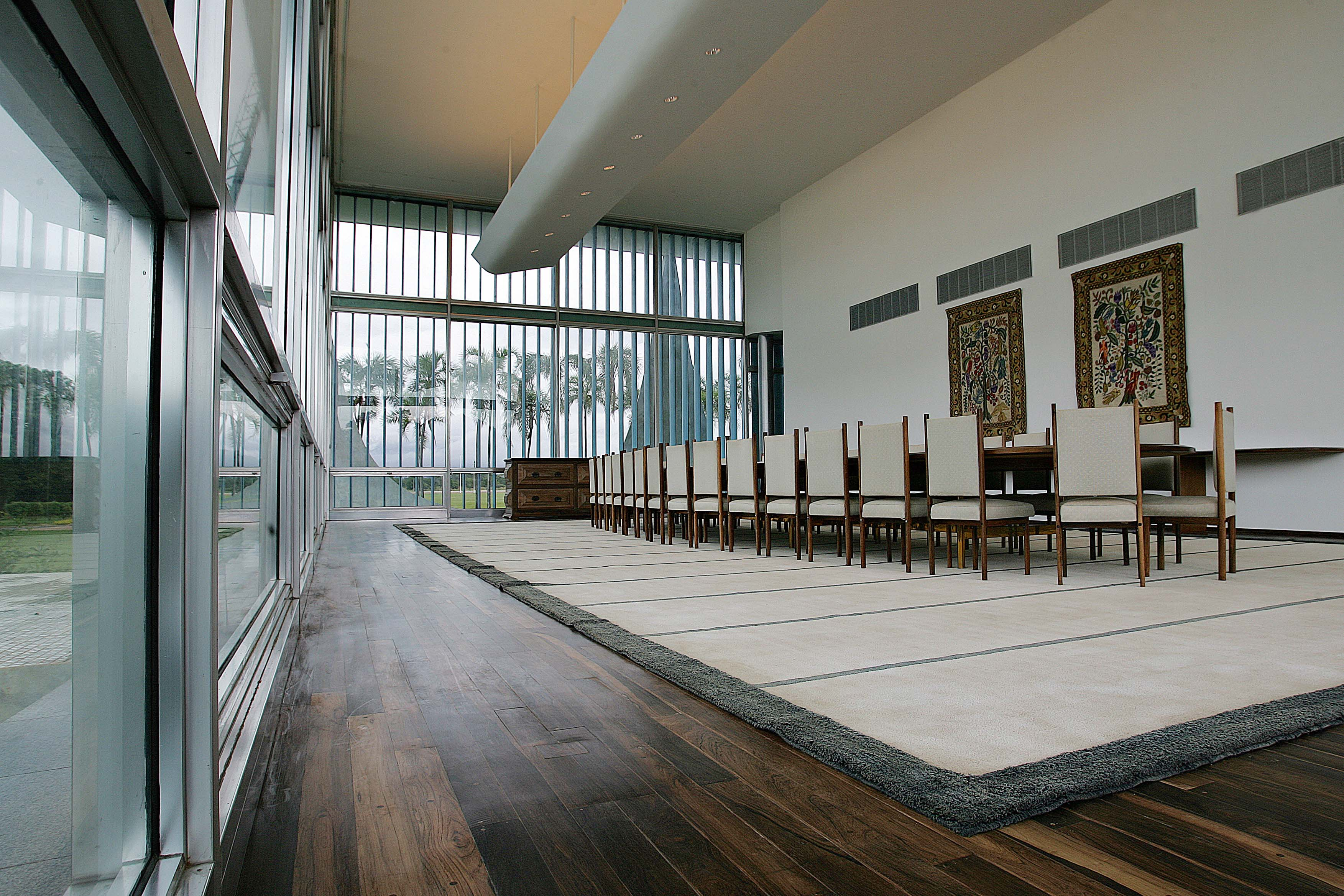
宴會廳
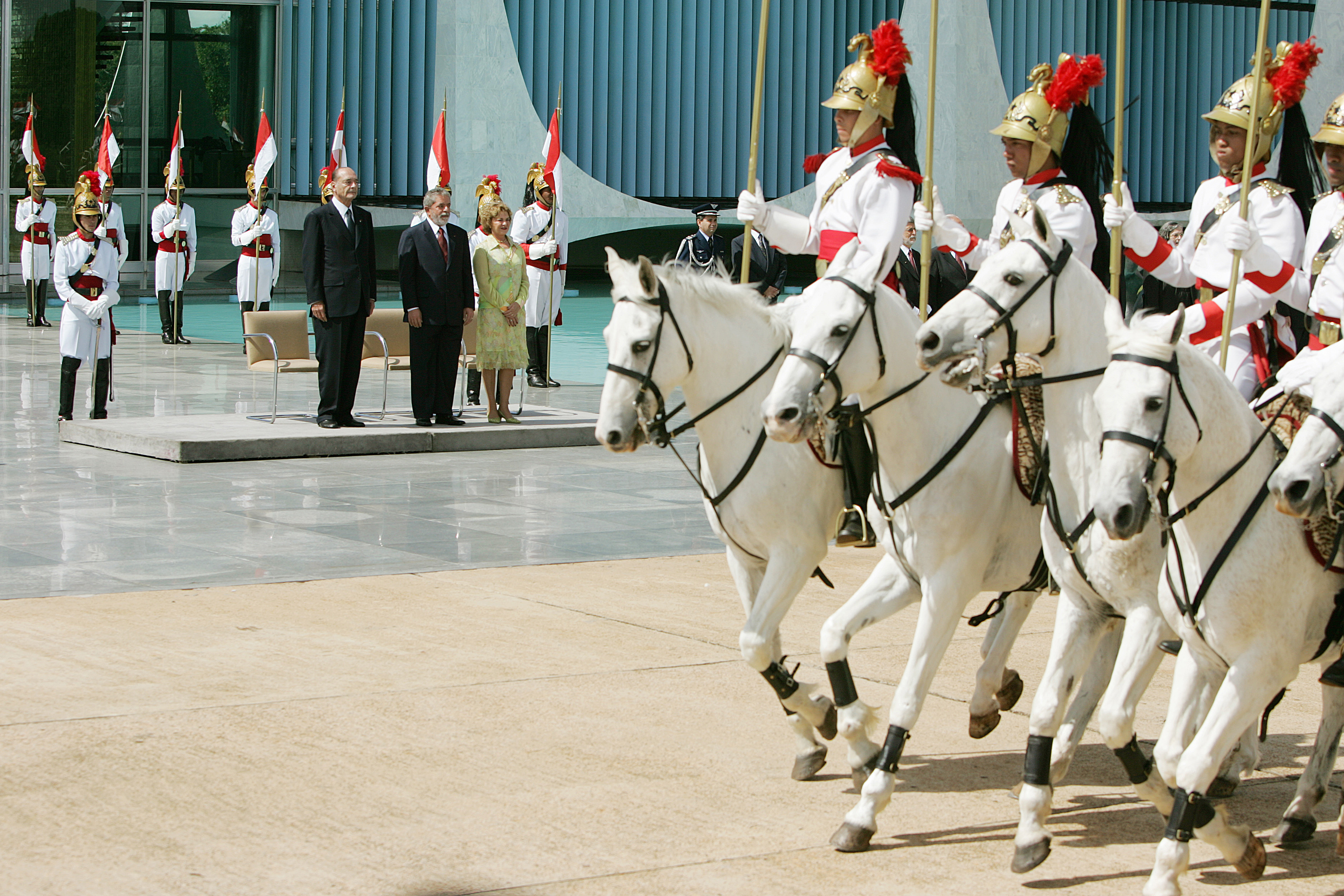
總統衛隊營在建築外站崗

一樓設施包括總統用於正式招待的國宴廳。由入口大廳、接待區、國宴廳、圖書館、閣樓、餐廳、貴族廳、音樂廳和宴會廳組成。其中，入口大廳是宮殿的主要入口區域。它的主要特徵是一面黃金牆，上面刻有前總統庫比契克的一句話：「從這個中央高地，這個即將成為國家決策中心的巨大建築，我再次看向我國的未來，並且堅定地預見著這個黎明，相信它具有偉大的命運。-朱塞利尼奧·庫比契克，1956年10月2日」。接待區裝飾有柯塞薩·科拉索（Concessa Colaço）的挂毯《色彩的清晨》；維森特·多·雷戈·蒙特羅的兩幅畫《抽象》和《天空》；以及卡洛斯·斯克萊爾（Carlos Scliar）的藝術品《船隻等待》。
國宴廳配有現代和古董物品的混合裝飾。主牆為柏樹木製成。該大廳共有引人注目的兩幅聖像，為18世紀巴洛克時期的作品《抹大拉的馬利亞》和《亞維拉的德蘭》，肯尼迪·巴伊亞（Kennedy Bahia）的挂毯《巴伊亞的植物和動物》置掛於牆上，以及賈尼拉·達·莫塔·席爾瓦的《收穫咖啡》、瑪莉亞·利昂蒂納（Maria Leontina）的《第二幕》；以及阿爾弗雷多·沃爾夫的《椭圆形立面》。
圖書館的藏書包括3,406部文學作品，範圍從藝術、哲學、政治和文學到通史和巴西歷史等主題。並裝飾有埃米利亞諾·迪·卡瓦爾坎蒂的掛毯《Músicos》以及三張鑲框的舊地圖：《南美洲》(1645)、《巴西》（日期不詳）和《巴西酋長地圖》 (1656)。還有魯道夫·阿莫阿多的兩幅小油畫《Moça Sentada ao Piano》 (1857) 和《Senhora Sentada》 (1885) 。
閣樓是入口大廳，圖書館和貴族廳之間的流通區域。它配有埃米利亞諾·迪·卡瓦爾坎蒂的挂毯《木乃伊》，來自馬拉若島的三個土葬罈，阿爾弗雷多·切斯基亞蒂的兩座雕塑。餐廳則是於1992年增設的房間，該區域裝飾一張湯瑪斯·齊本德爾風格的桌子和十二把英式椅子，以及兩張18世紀的巴西桌子。科內利斯·德·黑姆和揚·范·惠瑟姆的17世紀作品則是這房間最重要的油畫。除了這些藝術品之外，該房間還裝飾有兩尊來自米纳斯吉拉斯州的巴洛克式天使雕刻，以及一套來自東印度公司的18世紀瓷器。
貴族廳分為四個區域，其中最突出的是維克多·布雷謝雷的兩件雕塑《Morena》和《Saindo do Banho》。當代區域裝飾有路德維希·密斯·凡德羅的傢俱。最後兩個區域展示了古董和當代巴西和外國傢俱的展示。包括兩個金木火炬架和兩件神器《聖家庭》和《聖安娜·梅斯特拉 在牆上則掛置阿爾德米爾·馬丁斯的作品《牧牛人》和坎迪多·波尔蒂纳里的兩件藝術品《東北的漁船》和《煙草農人》。音樂廳則位於貴族廳和宴會廳之間。該房間配有兩組以軟墊裝飾的沙發，中間由一架德國客廳三角鋼琴隔開。在後方有一個木製衣櫃，上面放著聖約翰福音者（17世紀）和聖約阿希姆（18世紀）的雕塑。
宴會廳的格局由建築師安娜·瑪莉亞·尼梅爾設計，該房間配有一張可容納五十人的大餐桌。房間後面有一個19世紀的雪松衣櫃，旁邊有兩個20世紀初的寶箱。並裝飾柯塞薩·科拉索的兩幅挂毯《我花園的思念》，安德烈·布洛克的雕塑《建築》，以及出自卡泰特宮的銀器。

### 二樓
二樓是宮殿主要的住宅部分，總統房由四間套房、兩間客房和其他私人房間組成。

## 員工
目前有160名員工在晨曦宫工作，包括秘書、助理、服務員、廚師、醫生和保安人員。該建築現由巴西軍隊的總統衛隊營保護。

## 外部連結
- Presidency of Brazil: Palácio da Alvorada （页面存档备份，存于）

- About Brasilia: Alvorada Palace （页面存档备份，存于）

15°47′33.98″S 47°49′19.83″W / 15.7927722°S 47.8221750°W
- Gallery  （页面存档备份，存于）